# Kauza rodiny Michalákových
Kauza rodiny Michalákových je označení pro mediální a politickou kauzu, která vypukla v Česku v roce 2014. Týká se Denise a Davida Michalákových, kteří byli v květnu 2011 v Norsku odebráni rodičům Michalákovým sociální službou Barnevernet z důvodu podezření ze zneužívání, zanedbávání a týrání. Přestože policejní vyšetřování podezření nepotvrdilo, zůstaly obě děti od roku 2012 v pěstounské péči.
Matka Eva Michaláková v rámci boje za vrácení dětí aktivizovala českou veřejnost, byly sepsány petice a případ se dostal až na nejvyšší politickou a diplomatickou úroveň – v případu slíbil intervenovat prezident Miloš Zeman, řešil se v parlamentu ČR a Česko si s Norskem vyměnilo několik diplomatických nót. Medializaci případu Evou Michalákovou označily norské úřady za jeden z důvodů, proč syny nesvěřit do její péče.
Do řešení případu se na straně matky zapojili europoslanci Petr Mach a Tomáš Zdechovský, poslankyně Jitka Chalánková, právníci Pavel Hasenkopf a Dora Boková. Podle ministryně práce a sociálních věcí Michaely Marksové není důležité, kde děti žijí, a zastávala názor, aby zůstaly v Norsku.
Podle tvrzení norského aktivisty Rune Fardala, kritika Barnevernetu, byly v případu podezření pouze u manžela Evy Michalákové, s dětmi a s Evou Michalákovou žádný problém nebyl, ovšem ani po rozvodu si nemohla děti ponechat. Podle něj se z případu stala politická kauza, protože kdyby v něm norské úřady přiznaly pochybení, ztratily by před světem tvář.
Zdeněk Kapitán, ředitel Úřadu pro mezinárodněprávní ochranu dětí, který byl obeznámený se spisy norských soudů, které případ řešily, v roce 2015 uvedl, že poměry v rodině Michalákových byly takové, že by možná k odebrání sáhly i české úřady.
Evropský soud pro lidská práva, ke kterému Michaláková v roce 2017 podala stížnost, že norské úřady porušily její právo na soukromý a rodinný život, 20. ledna 2022 nepravomocně její stížnost zamítl s tím, že zásah norské sociální služby byl kvůli obvinění nezbytný.

## Historie případu

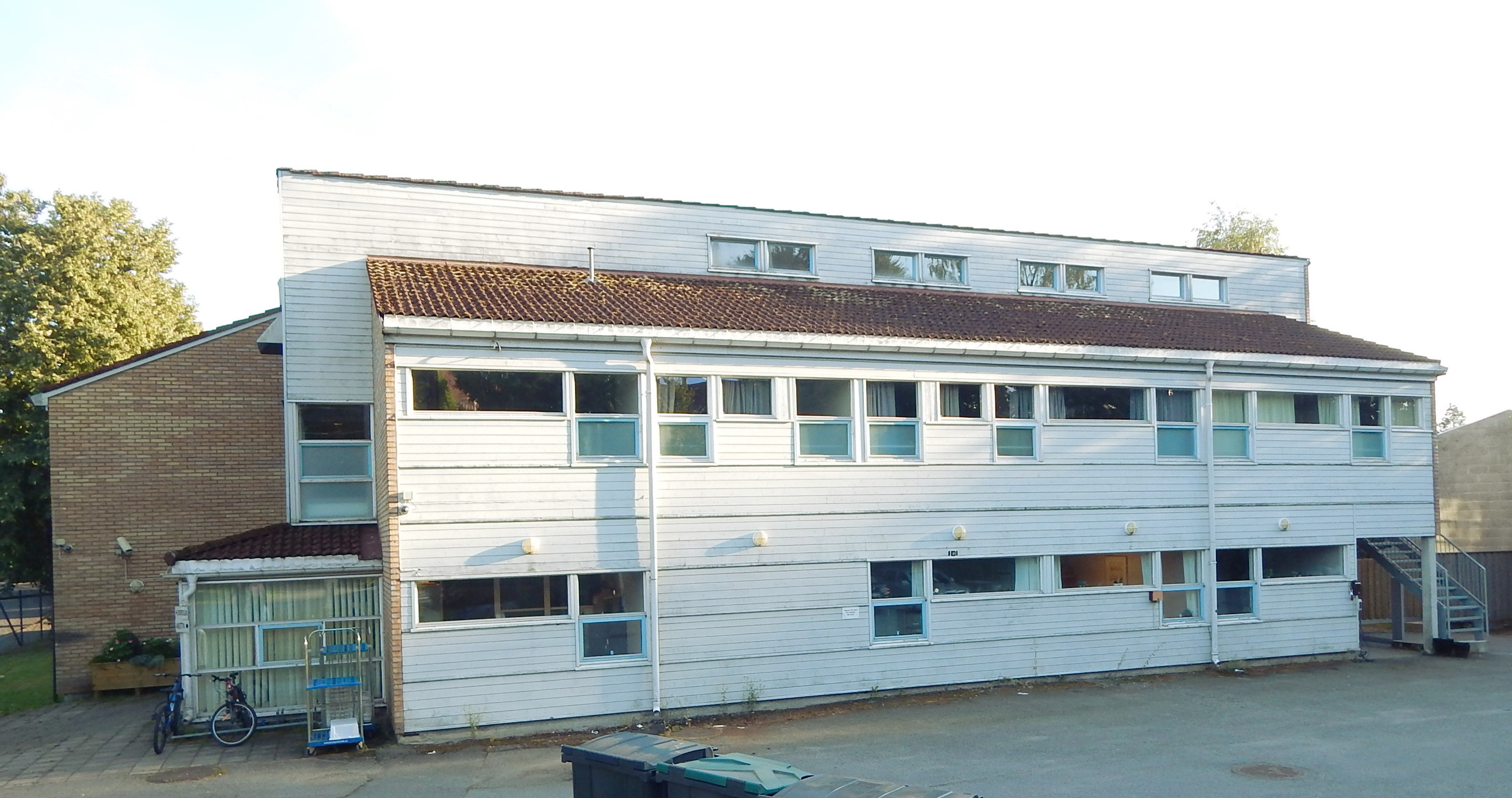
Pohotovostní a hodnotící ústav služby péče o děti Barnevernet v Oslu

### Vývoj kauzy v letech 2003–2011
Matka do Norska přijela v roce 2003. V roce 2005 se tam vdala za českého občana Josefa Michaláka, který v Norsku dlouhodobě žil. V roce 2005 se jim narodil syn Denis, v roce 2008 syn David.
V březnu 2011 se obrátili pracovníci norské mateřské školy, kterou tehdy pětiletý Denis a dvouletý David navštěvovali, na Barnevernet. Školka mu popsala některé projevy chlapců s tím, že má podezření na jejich bití a sexuální zneužívání. Úřady se poté rozhodly děti po měsíci a půl od oznámení rodině odebrat a umístit je do pěstounské rodiny s tím, že existuje důvodné podezření, že děti byly vystaveny psychickému a fyzickému násilí.
V květnu 2011 byla podána dvě trestní oznámení, která začala prověřovat policie. Obě byla v roce 2013 odložena, aniž by policisté někoho obvinili. Norské úřady zpočátku umožnily Michalákové děti navštěvovat každý týden. Poté je ale rozdělily do dvou pěstounských rodin a postupně styk matky s dětmi omezovaly s tím, že má na syny negativní vliv. Eva Michaláková oba své syny viděla naposledy v březnu 2014.

### Vývoj kauzy (2015–2016)
V lednu 2015 se Eva Michaláková od Barnevernetu dozvěděla o návrhu, aby se schůzky na přání staršího syna zkrátily na 15 minut. Při schůzce v březnu 2015 se matka setkala pouze s mladším synem, setkání proběhlo pod dohledem pěstounů a za bezpečnostních opatření.
Kvůli veřejnému dění v českých médiích, odmítnutí vydání pasů Evou Michalákovou a odmítnutí spolupráce s úřady požadoval Barnevernet zrušení kontaktu Michalákové s mladším synem a zbavení rodičovských práv k oběma dětem, a to i přesto, že při jednání v Oslu byla česká strana ujištěna, že medializace případu nebude Michalákové na škodu. Podle Barnevernetu kromě údajného násilí v rodině včetně nepotvrzeného sexuálního zneužívání, škodilo dětem také to, že matka se domáhala svých rodičovských práv tím, že zveřejňovala citlivé informace o psychickém a fyzickém stavu svých dětí. Zatímco otec, který o děti nebojuje a styku s dětmi se nedomáhá, využívá svých práv ku prospěchu dětí. Matka vysvětlovala medializaci případů tím, že po třech letech sporu už neviděla jinou možnost.
Na začátku června roku 2015 se český prezident Miloš Zeman písemně obrátil na norského krále Haralda V. s výzvou k rychlému vyřešení celé kauzy. Ve svém dopisu zdůraznil, že tato kauza může mít dlouhodobě za následek narušení česko-norských vztahů a negativní vnímání Norska českou veřejností.

### Zbavení rodičovské zodpovědnosti
V září 2015 norské úřady zamítly návrat bratrů do péče Evy Michalákové, zbavili Michalákovou rodičovské zodpovědnosti za oba bratry i práva na styk či jiný druh kontaktu se synem Denisem. Otce Josefa zbavili rodičovské zodpovědnosti za syna Davida a práva na styk se synem Denisem. Úřady také souhlasily s adopcí syna Davida jeho pěstouny. Jako hlavní důvod uvedly silný vztah bratrů k jejich pěstounům a naopak slabý vztah bratrů k biologickým rodičům.
Otec bratrů Josef, bývalý manžel Evy Michalákové, v květnu 2016 uvedl, že se stýká se synem Denisem. Také uvedl, že syny na rozdíl od Evy Michalákové nikdy nebil. S adopcí syna Davida také nesouhlasil.
Na začátku prosince roku 2016 byla Eva Michaláková pravomocným rozhodnutím norského soudu definitivně zbavena rodičovských práv k oběma svým dětem. Soud však nepovolil adopci syna Davida.

#### Zdůvodnění soudu ve věci zbavení rodičovských práv
Soud rozhodnutí o zbavení rodičovských práv zdůvodnil mimo jiné tím, že starší ze synů učitelce ve školce a později i pěstounce popisoval případy sexuální násilí, ke kterému mělo docházet ze strany nejprve jednoho, později údajně obou rodičů. Sám soud však konstatoval, že tyto případy nelze s určitostí potvrdit, neboť dítě se svěřilo pouze učitelce a pěstounce, a nikoliv policii. Chlapec dále vypověděl, že otec jeho i matku bil. To že byl chlapec obětí fyzického násilí dokazují například fotografie, které soudu podle serveru Forum24 poskytla mateřská škola, na kterých je starší chlapec viditelně zbit. Otec prohlašuje, že děti nikdy nebil. Fyzického násilí se na chlapci měla podle jeho vlastní výpovědi dopouštět též matka, i ona to však odmítla s tím, že své syny pouze „občas plácla“, modřiny však nebyly od ní ani od otce, ale údajně vznikly tím, že se kluci někdy poprali. Odmítla též obvinění ze sexuálního násilí. Podle matky měli oba chlapci v dané době zánět předkožky, který bylo třeba léčit.
Podle rozsudku soudu byla u obou dětí též nalezena krev ve stolici. Jeden z chlapců měl pak rozšířený konečník, přičemž jednou z potenciálních příčin mohlo být znásilnění. Matka Eva Michaláková však tuto interpretaci odmítla a krev ve stolici vysvětlila zažívací chorobou. Oba chlapci navíc byli zanedbaní, starší syn v období před odebráním rodině podle materiálů soudu viditelně zhubl, projevoval známky apatie, bál se otce a objevily se u něho noční můry.

### Vývoj kauzy 2017 - 2019
V polovině roku 2017 Eva Michaláková podala stížnost k Evropskému soudu pro lidská práva ve Štrasburku. V roce 2019 postoupila její žádost do další fáze vyjednávání, kdy soud 17. června vyzval norskou vládu, aby se ke stížnosti vyjádřila. Kromě stížnosti Evy Michalákové bylo norské vládě předloženo ještě 16 dalších stížností týkající se odebírání dětí Barnevernem. Pokud by Evropský soud povolil intervence, byla česká vláda připravena ve všech případech intervenovat.
V září 2019 se před velký senát Evropského soudu o 17 soudcích dostal podobný případ, kdy v roce 2008 Barnevern odebral Norské matce syna a zbavil ji rodičovských práv, ve kterém česká strana figurovala jako tzv. třetí strana a dávala k němu vyjádření právě kvůli případu Evy Michalákové. Podle verdiktu soudu Norové porušili právo na soukromý a rodinný život a rozhodli na základě „omezených důkazů“. Rozsudek je pro Evu Michalákovou přelomový v tom smyslu, že významně předurčil, jakým směrem se bude ubírat řízení v dalších 16 případech oznámených Norsku, včetně případu Evy Michalákové.

### Kritika norských úřadů
Podle advokátky Dory Bokové, která zastupuje Evu Michalákovou, je postup Barnevernetu promyšlený a jeho účelem je omezit kontakt s rodinou, posílit vztah s pěstouny s cílem, aby pěstouni rodinu nahradili a tím bylo pěstounům umožněno s dětmi neomezeně manipulovat. Podle příznivců Evy Michalákové vyšly najevo skutečnosti, že proces odebrání dětí byl veden v rozporu se zásadami spravedlivého procesu, a chtějí požádat premiéra Bohuslava Sobotku o diplomatickou ochranu pro Evu Michalákovou. Poslankyně Jitka Chalánková z TOP 09 je přesvědčena, že udání ze školky je vykonstruované.

### Reakce českých politiků
Ministr zahraničí Lubomír Zaorálek o rozhodnutí komise prohlásil: „Rozhodnutí o dětech je nehorázné“, a kvůli nesouhlasu s rozhodnutím chystá nótu norské vládě. Podle Zaorálka byl porušen slib norské strany, že při rozhodování o tomto případu bude respektován zájem biologické matky o své syny. Podle Bohuslava Sobotky je rozhodnutí v rozporu s informacemi, které v předcházejích měsících poskytovala norská strana straně české. Česká vláda je připravena Michalákové pomoci s odvoláním v rámci norského právního systému a s podporou při podání stížnosti k Evropskému soudu pro lidská práva ve Štrasburku.
Europoslanec Tomáš Zdechovský navrhl vyhoštění norské velvyslankyně, o kterém prezident Miloš Zeman prohlásil, že to není špatný nápad, ale později tento výrok označil za nadsázku a doporučil Michalákové obrátit se na Evropský soud pro lidská práva s tím, že kromě Michalákové by se na tento soud měl obrátit i český stát.

### Vývoj kauzy od 2020
V lednu 2020 Okresní soud v Hodoníně formálně přiřkl péči o oba syny matce, přestože pobývají na soudu neznámých místech v Norsku a informace o nich jsou drženy v tajnosti i pro český stát. Rozsudkem z 20. ledna 2022 Evropský soud pro lidská práva neshledal v tomto případu porušení práva na ochranu soukromého a rodinného života podle čl. 8 Evropské úmluvy o ochraně lidských práv a základních svobod. Podle zmocněnkyně Evy Michalákové se zvažuje podání odvolání k Velkému senátu štrasburského soudu. Starší syn Denis bude k roku 2023 plnoletý, ovšem česká strana o něm již roky od Barnevernetu nemá žádné informace.